# 孫皓
孫 皓（そん こう）は、三国時代の呉の第4代皇帝。祖父は初代皇帝孫権。父は孫権の第3子で皇太子に立てられていたが廃された南陽王孫和。『三国志』呉書 三嗣主伝に伝がある。

## 生涯

### 皇帝即位へ
赤烏5年（242年）、孫和の長男として生まれると孫権は喜び、彭祖という名前を与えた。
第2代皇帝の孫亮の時代である建興2年（253年）、廃立後長沙に押し込まれていた孫和は孫峻と全公主（孫魯班）のために新都郡に強制移住となった上で、自殺を命じられた。孫和とその正妻の張妃は自殺し、孫皓は異母弟たちと生母の何氏に育てられた。
孫休の時代に当たる永安元年10月28日（258年12月10日）、孫皓が烏程侯、その弟の孫徳が銭唐侯、孫謙が永安侯に封じられた。任国に赴いた孫皓は民の景養という人物から高貴に昇る人相と告げられ、内心喜んだがそれを人には漏らさなかった。またこの時期、妻として滕芳蘭を娶った。
永安7年7月25日（264年9月3日）、孫休が死去した。当時の呉は前年に盟友の蜀が魏の侵攻により滅亡し、かつ交阯が魏に離反しているなど厳しい情勢にあり、立派な指導者を必要としていた。かつて烏程県令であり孫皓とも親しかった左典軍の万彧は孫皓を称賛し「長沙桓王（孫策）の再来である。そして法を遵守し、学問を好む」と評し、孫休の側近であった丞相の濮陽興と左将軍の張布に働きかけた。濮陽興と張布は孫皓を皇帝にする旨を朱太后（孫休の皇后で、朱拠の娘）に述べたところ、朱太后の承諾を得た。こうして孫皓は23歳で皇帝に即位した。元興と改元し、大赦を行った。
元興元年（264年）8月、上大将軍の施績と大将軍の丁奉を左右の大司馬に任命した。張布を驃騎将軍に任命し、侍中を加官した。その他、多くの人達の位階が進み、恩賞が賜与された。
9月、太后の朱氏の位を下げて景皇后とし、父の孫和に諡号を与えて文皇帝とした。生母の何氏の位を上げて太后とした。
10月、孫休の4人の子のうち、太子であった孫𩅦（雨+單）を豫章王に、その弟らを汝南王・梁王・陳王に封じた。妃の滕芳蘭を皇后とした。

### 暴政
孫皓は帝位に就いた当初は、人民を哀れみ、官の倉庫を開いて貧民を救ったり、官女を解放して妻のない者に娶わせたり、御苑を開いて鳥獣を解放するなどの政治を行い、明君と称されたこともあるという。やがて粗暴で驕慢な人物となり、かつ小心で猜疑心が強く、酒と女を好むといった風であったため、地位のある者もない者も皆失望したという。濮陽興と張布は孫皓を皇帝にしたことを後悔したが、そのことを孫皓に讒言する者があり、11月になって濮陽興と張布は誅殺された。
12月、孫休を定陵に葬った。滕皇后の父の滕牧を高密侯に封じ、母方の叔父の何洪ら3名も列侯に叙せられた。
この年に、魏は交阯太守を任命して交阯郡に派遣した。司馬昭が魏の相国となり、呉の降将である徐紹と孫彧を使者として呉に送り、降伏を勧告させた。
甘露元年（265年）3月、孫皓は光禄大夫の紀陟と五官中郎将の弘璆とを魏への返礼の使者に送り、徐紹と孫彧とに同行させた。しかし、途中で徐紹が魏を賞讃しているという話を耳にしたので、徐紹を濡須で呼び戻して殺害し、一家眷属を建安に強制移住させた。
7月、孫皓は景皇后の朱氏を迫害し、死においやった。人々は死の場所や葬儀のやり方から朱氏の死が病死でないことを知り、悲しんだという。また、孫皓は孫休の4人の子を捕らえて呉の小城に閉じ込め、年長の2人を殺害した。
9月、西陵督である歩闡の上表により、武昌へ遷都した。御史大夫の丁固と右将軍の諸葛靚が建業の守備にあたった。
魏への使者となった紀陟と弘璆は洛陽に到着したが、ちょうど司馬昭が死去していたところであったので、11月に魏より送り返された。
孫皓は武昌に至ると、大赦を実行した。零陵郡の南部を分割して始安郡を設置し、桂陽郡の南部を分割して始興郡を設置した。
12月、魏が禅譲により滅亡し、晋が成立した。
宝鼎元年（266年）正月、司馬昭の弔問のため、大鴻臚の張儼と五官中郎将の丁忠を晋への使者として送った。張儼はその帰途で病没した。丁忠は晋が防戦の備えを怠っているとして、孫皓に弋陽への侵攻を勧めた。孫皓はこの軍事行動について群臣らの評議にかけたところ、鎮西大将軍の陸凱が反対し、車騎将軍の劉纂が賛成した。孫皓は内心では劉纂の意見を取り上げたいと思っていたが、躊躇しているうちにそのまま沙汰やみとなった。
8月、陸凱を左丞相に、万彧を右丞相に任命した。
10月、永安の山賊の施但らが数千人の徒党を集め、孫皓の弟の孫謙を脅迫して烏程まで進み、孫和の陵にあった楽器や曲蓋を奪い取った。施但らが建業にまで至ったときは徒党の数は数万人に膨れ上がっていた。丁固と諸葛靚は施但らと牛屯で激しく戦い、施但らを敗走させ、孫謙の身柄を取り戻したが、孫謙は自害した。
12月、孫皓は都を建業に戻し、衛将軍の滕牧を武昌の守備に置いた。
宝鼎2年（267年）春、大赦を実行した。右丞相の万彧が長江を遡り巴丘の守備に就いた。
6月、顕明宮を建てた。
12月、孫皓は顕明宮に移ってここに起居した。
宝鼎3年（268年）2月、左右の御史大夫であった丁固と孟宗を、それぞれ司空と司徒に任命した。
9月、孫皓は東関に出兵し、丁奉は合肥に軍を進めた。
この年、交州刺史の劉俊・前部督の修則・荊州刺史の顧容らを交阯に侵攻させたが、晋の将の毛炅・董元のために敗北し、劉俊・修則の2人は戦死した。兵は顧容が収めて合浦に帰還した。
宝鼎4年（269年）正月、子の孫瑾を皇太子とし、他に淮陽王と東平王を立てた。10月、建衡と改元し、大赦を行った。11月、左丞相の陸凱が死去した。
監軍の虞汜、威南将軍の薛珝、蒼梧太守の陶璜らが荊州より、監軍の李勗、督軍の徐存らが建安から海路で進軍し、合浦で集結し交阯を攻撃しようとした。
建衡2年（270年）春、万彧が建業に帰還した。李勗は建安の道が通行困難となったため、導将の馮斐を殺害し、軍を引き揚げさせた。
4月、左大司馬の施績が死去した。
殿中列将の何定が「少府の李勗が馮斐をみだりに殺し、勝手に軍を帰還させた」と讒言した。李勗と徐存の一家眷属は皆殺しとなった。
9月、何定の将兵5000人が長江を遡り、夏口で巻狩りを行った。都督の孫秀が出奔し晋に亡命した。
この年、大赦が実行された。
建衡3年（271年）正月晦、孫皓が大勢を引き連れて華里にまで進んだ。孫皓の母や妃妾まで皆同行した。東観令の華覈らが必死で止めたため、引き返した。
この年、虞汜と陶璜は交阯を陥落させ、晋の置いた守将らを皆斬るか生け捕りにし、九真郡と日南郡は皆呉に服属した。大赦が実行された。交阯郡が分割され新昌郡が設置された。諸将は扶厳を破り、武平郡を設置した。武昌督であった范慎を太尉に任命した。右大司馬の丁奉と司空の孟仁（孟宗）が死去した。
鳳凰元年（272年）8月、西陵督の歩闡を召還しようとしたが、歩闡は命令を聞かず、城を挙げて晋に降伏した。楽郷督の陸抗が派遣され歩闡の城を包囲した。歩闡の配下は降参し、歩闡とその計画に加わった者数十人は皆三族皆殺しとなった。大赦が実行された。
この年、右丞相の万彧が譴責を受けて憂死し、その子弟が廬陵に流された。何定の悪事が発覚し、誅殺された。孫皓はその悪事が張布に似ているとし、名を何布と改めさせた。
鳳凰2年（273年）3月、陸抗を大司馬に任命した。司徒の丁固が死去した。9月、淮陽王を魯王に、東平王を斉王に改封した。陳留王・章陵王ら9人の王を新たに封じ、王の数は11となった。それぞれの王に3000の兵士を率いさせた。
孫皓の愛妾に人を市場にやって民衆の財貨を強奪させた者がいた。司市中郎将の陳声は孫皓の寵愛を受けていたが、この者を捕らえ法に従って処刑した。愛妾が孫皓にそのことを訴えると、孫皓は激怒し、別のことにかこつけて陳声を捕らえ、焼いた鋸で首を斬りおとし、身体を四望山に捨てさせた。
この年、太尉の范慎が死去した。
鳳凰3年（274年）、会稽郡で、孫皓は既に亡くなっており、章安侯孫奮が天子になるであろうという妖言が流行った。臨海太守の奚熙は会稽太守の郭誕に書を送り、国政を非難した。郭誕は奚熙の書については報告したが、妖言については報告しなかったため、建安郡に送られ船作りに従事させられた。三郡督の何植を送り奚熙を捕らえさせようとしたが、奚熙は兵士を集めて守りを固め、通路を絶った。奚熙は配下の兵士に殺され、首を建業に送られ、三族皆殺しとなった。
7月、使者25人を派遣し、分かれてそれぞれの州や郡に入り、逃亡者を摘発して都に送らせた。大司馬の陸抗が死去した。
天冊元年（275年）、呉郡において土中から銀が掘り出された。長さは1尺、幅が3寸で、その上に年月などの字が刻まれていた。この報告を受けて、大赦を行い、天冊と改元された。
天璽元年（276年）、呉郡から報告があり、臨平湖が通じ、その岸辺で石の函が発見され、その中から皇帝と刻まれた小石が見つかったという報告があった。そこで玉璽と改元し、大赦を行った。
会稽太守の車浚・湘東太守の張詠が算緡を納めていないという理由で、中央から派遣された役人により斬首となり、首を諸郡に回された。
8月、京下督の孫楷が晋に降伏した。
鄱陽から歴陽山の石が字の形となり、「楚は九州の渚で呉は九州の都。揚州の士が天子となり、四世にして治まり、太平の世が始まる」と読めると報告があった。また、呉興の陽羡山に中空になった岩があり、十余丈の大きさがあり、石室と呼ばれていたが、岩の各所に瑞祥が表れている、という報告があった。そして、司徒の董朝と太常の周処が陽羡県に派遣され、国山として封禅を行った。明年から天紀を改元することが決められ、岩に表れた文字に対応するためという理由で大赦が実行された。
天紀元年（277年）夏、夏口督の孫慎が江夏から汝南に軍を進め、焼討ちをかけて住民を略奪して帰った。騶子出身の張俶が誣告や讒言により昇進して司直中郎将となり、侯に封じられるなど孫皓の寵愛を受けていたが、この年に、それまでの悪事が発覚し誅殺された。
天紀2年（278年）7月、成紀王・宣威王など11王が立てられ、王ごとに3000人の兵士が与えられ、大赦が実行された。
天紀3年（279年）夏、交州で郭馬が反乱を起こし、その影響は交州・広州の各地に及んだ。8月、軍師の張悌を丞相に任命し、牛渚督の何植を司徒に任命した。執金吾の滕脩は司空に任命されるところであったが、仮節・鎮南将軍・広州牧に職が改められ、1万の兵士を率いて東の道から郭馬の征伐に向かった。滕脩が始興で郭馬軍の王族の軍に阻まれた隙に、郭馬はますます勢力を広げたので、徐陵督の陶濬が7000人を率いて西の道を進み、さらに交州牧の陶璜に対して、その配下の軍勢と合浦・鬱林の諸郡の兵士を率いて、東西の両軍と共に郭馬を討つことを命じた。
高さ一丈ほどの鬼目菜が工匠の黄耇の家に生え、また高さ四尺の買菜が工匠の呉平の家に生えた。東観の役人は鬼目菜を芝草、買菜を平虜草と判定した。黄耇は侍芝郎、呉平は平虜郎に任命され、それぞれが銀印青綬を賜った。

### 呉の滅亡
同年11月、晋が呉への侵攻を開始。交州に向かっていた陶濬の軍は武昌に留まった。
天紀4年（280年）春、中山王・代王など11の王を立てて、大赦を実行した。晋の侵攻軍には各地で大敗し、張悌ら多くの者が戦死した。殿中の親近の者数百人が、孫皓の寵臣の岑昏を殺すことを願い出てきた。孫皓はそれを止めることはできなかった。武昌から建業に戻った陶濬は最後の抵抗を願い出てきたが、出撃の前日に兵士が皆逃亡してしまった。晋軍が迫っている中、孫皓は光禄勲の薛瑩と中書令の胡沖の勧めで晋への降伏を決め、王濬・司馬伷・王渾のそれぞれに降伏の書簡を送った。滅亡の直前になって、孫皓は母の弟の何植と群臣達それぞれに手紙を送り、心境を語ったという。
3月15日、孫皓は皇太子の孫瑾、魯王の孫虔ら21人を率い、建業に迫った王濬の軍門に赴き、降伏した。この時、孫皓は亡国の礼を備え、両手を後ろ手に縛り、棺を持参していたが、王濬はその縄を解き、棺を焼き捨て、孫皓を本陣に招いて会談した。
その後、孫皓から印綬を受け取っていた司馬伷がその身柄を晋の都まで護送させ、5月1日に孫皓らは都に到達した。孫皓は帰命侯に、また皇太子の孫瑾は中郎、その弟の諸王は郎中に任命された。
太康5年（284年）12月、孫皓は洛陽で死去した。42歳であった。河南県邙山において葬られた。滕皇后は個人的に哀悼の意を書き、その内容は非常に悲しい哀愁に満ちたものであった。
孫氏一族はその後も西晋に仕え続けたが、以前に西晋へ亡命した孫秀は伏波将軍に降格され、孫楷は度遼将軍に降格された。この後の西晋の末年でも活躍した。孫皓の子の孫充は、八王の乱に際して反乱軍から呉王に祭り上げられた後に殺された。同族の孫拯は陸機の下で司馬に任じられたが、陸機の冤罪を訴え続けたため、陸機とともに三族皆殺しとなった。孫恵は司馬冏・司馬穎・司馬越に仕え、永嘉の乱に懐帝を皇帝に擁立したため県公に封ぜられた。東晋の時代では、孫皓の子の孫璠は東晋の元帝に対して謀反を起こしたが、鎮圧され殺された。一族の孫晷も地元の名士として知られていた。
呉の滅亡後、人民は呉を懐かしむ一方で、西晋に憎しみを抱くようになる。当時の俚諺には「宮門柱 且莫朽 呉当複 在三十年後（皇居の柱よ、決して朽ちないでください。呉は三十年後に復興します）」「中国当敗呉当複（中原はまもなく滅ぶが、呉は復興する）」というものがあった。その俚諺の通り、中原王朝としての西晋は十余年後に滅亡した。

## 人物
性格が從祖父孫策とよく似ているとされる一方で、容貌が母方の從兄弟である何都と非常によく似ているという。このことで、孫皓は即位間もなく崩御して何都が代わって帝位に即くという噂が流れた。
歌が上手く、弁論巧みで能書家でもあり、行書・隷書・小篆・飛白が巧み、南朝梁の庾肩吾『書品』では、曹操と肩を並べ「魏帝筆墨雄贍，呉主体裁綿密」と絶賛され、九ランクの5番目、中の中に評価している。
いわゆる「暴君」であり、群臣に飲酒を強要した上で監視の役人を側に置き、酩酊状態でわずかでも問題のある言動があれば処罰を加えた。また後宮に何千もの女性を入侍させ、意にそぐわない宮女を殺害し、宮殿内に引き込んだ川にその死体を遺棄したという。刑罰では残虐な方法を使い、人の顔の皮を剥いだり、目玉をえぐったりもしたという。お気に入りの人物は重用し高官に取り立てた。さらに土木工事を好み、民衆を労役で苦しめたので民心が離れていったという。また、自身の死後の皇位継承者と目される孫奮に取り入ろうとした、豫章太守の張俊を車裂きに処している。
一方で、降伏に際して孫皓は家臣たちに書簡を送り、呉滅亡の責任を一身に負い、家臣には晋に仕官し才能を発揮するようにと伝えている。元の侍中であった李仁は、孫皓の残虐な刑罰について弁明したという。また、呉の滅亡後に晋に仕えた吾彦は晋の武帝の前で、孫皓は英明であったと弁明している。

## 評価
陳寿の『三国志』上での評価も「度し難い悪人」など否定的な記述が目立ち、「晧は凶頑、肆に残暴を行ない、忠諫する者は誅し、讒廱する者は進め、其の民を虐用し、淫を窮め侈を極む。宜しく腰と首とを分離して以て百姓に謝すべし（孫晧は凶暴頑迷でやりたい放題の暴政を繰り広げ、それを諫める忠臣は殺し、讒言したり追従した者を用い、民衆を苦しめ、淫らを窮め奢侈を極めた。司馬炎（武帝）は孫皓の降伏を許さずに腰と首とを断ち、万民に謝罪すべきであった）」と酷評している。
西晋の博士の秦秀は「孫皓の名声は、華夏を驚動させるのに充分だった。孫皓に少しでも動きがあれば、晋人は惶怖を抱いた」と評価を述べている。

## 血縁
兄弟
- 孫徳 異母弟
- 孫謙 異母弟
- 孫俊 嫡弟
- 公主（陸景妻） 嫡妹

后妃
- 正室：皇后 滕芳蘭
- 側室：美人張氏（張布の次女）、左夫人張氏（張布の長女）、左夫人王氏など （五千人という）

子
- 太子 孫瑾（269年）
- 魯王 孫虔（273年）
- 斉王（273年）
- 陳留王（273年）
- 章陵王（273年）
- 成紀王（278年）
- 宣威王（278年）
- 中山王（280年）
- 代王（280年）
- 孫充
- 孫璠
- 孫希祖[22]

その他22人の男子

## 逸話
孫皓は他人が自分を直視することを好まなかったが、陸凱はその点についても諫言したため、孫皓は陸凱には自分を直視することを許した。
弁論が得意であった。降伏後の逸話として、司馬炎は孫皓に「朕はこの席を用意して、長いこと卿を待っていたぞ」と言った。それに対して孫皓は「臣も南方で、席を用意して陛下をお待ちしておりました」と答えた。また別の逸話として、賈充が孫皓に、「聞くところによれば、常々人の眼を抉ったり、顔の皮を剥いだりしたとか。これはいかなる刑か？」。孫皓は賈充の顔をじっと眺めてから、「主を弑し、主に不忠を働く奴ばらへの見せしめですよ」と答えたという。昔、賈充は曹髦を殺した。そのため賈充は恥じいり黙ったが、孫皓の表情は何の変化もなかった。
呉が滅亡して洛陽に移った後、「南の人は、お前（汝）という言葉を用いた詩を作るのが好きだというが、卿も作れるかね」と司馬炎に問われたところ、
| 原文       | 訳文                 |
| 昔与汝為隣 | 昔はお前と隣同士     |
| 今与汝為臣 | 今ではお前の家来だよ |
| 上汝一杯酒 | お前に一献進ぜよう   |
| 今汝寿万春 | お前の長寿を祝うため |

と詠ったので、司馬炎はしてやられたと後悔したという。また、晋に降伏後、司馬炎とその姉妹婿の王済が孫皓の前で碁を打っている時、「どうして人の顔の皮を剥いだのかね？」と司馬炎が尋ねると、王済が碁盤の下で足を投げ出して座っているのを見て、すかさず「主君に無礼を働く者があれば剥ぐのです」と答え、恥じ入った王済が足を引っ込めたという話が残っている。